# Folia do Viradouro
Grêmio Recreativo Escola de Samba Folia do Viradouro, conhecido apenas como Folia do Viradouro, é uma escola de samba de Niterói, originada no bairro do Viradouro  atualmente sediada  Santa Rosa.[carece de fontes?] A agremiação foi campeã do carnaval da cidade em seis oportunidades: 2012, 2015, 2016, 2017, 2022 e 2025.

## História
Filiada à  UESBN. A agremiação desfilou pela primeira vez como escola de samba em 2008, mas antes disso era um bloco carnavalesco, vice-campeão em 2007 com um enredo sobre o cientista Vital Brazil e seu laboratório.
Em 2011 num enredo sobre a comunicação, de Paulo Cesar Lima, sagrou-se novamente vice-campeã, tendo no seu carro de som, o interprete Pixulé, vindo do carnaval carioca. No ano de 2012, a escola sagra-se campeã do carnaval niteroiense, obtendo nota dez em todos os quesitos. Em 2013 e 2014 ficou com o vice-campeonato, perdendo para a Sabiá. Sagra-se novamente campeã no carnaval em 2015, sendo bicampeã em 2016, com enredo sobre a Culinária Brasileira, e tricampeã em 2017 falando sobre os jogos. Voltou a ser campeã no carnaval de 2022, quando narrou as origens do bairro de Jurujuba.
Para o carnaval de 2023, anunciou a reedição de "Tereza de Benguela - Uma Rainha Negra no Pantanal", enredo originalmente apresentado pela Unidos do Viradouro no carnaval carioca em 1994. Terminou em quarto lugar. Foi campeã novamente no carnaval de 2025, obtendo seu sexto título com um desfile sobre o Terecô, religião afro-brasileira cultuada em cidades do Maranhão e do Piauí.

## Segmentos

### Presidente
| Nome          | Mandato           | Ref.  |
| ------------- | ----------------- | ----- |
| Paulo Roberto | 2000 - atualidade | [ 4 ] |

### Presidentes de honra

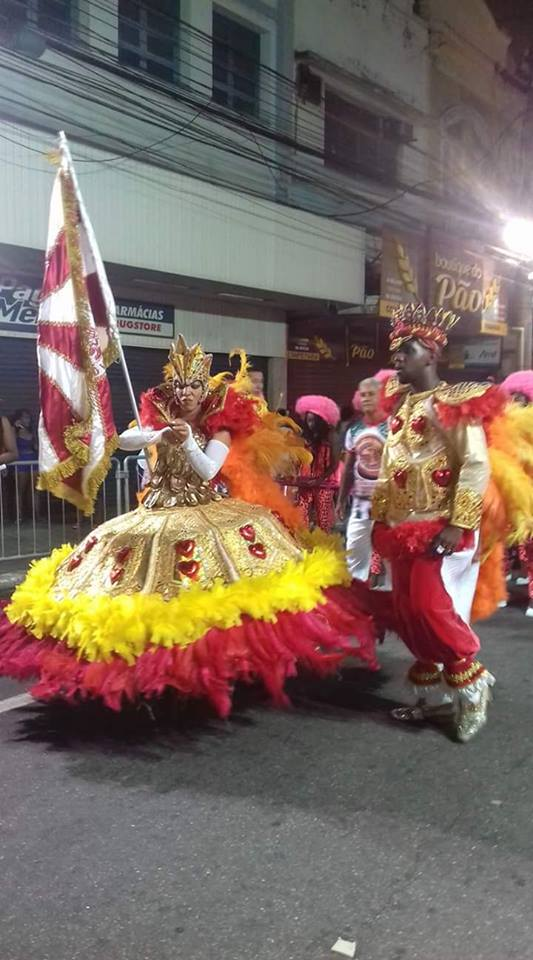
Escola de samba Folia do Viradouro, Carnaval de Niterói, 2017.

| Nome            | Mandato     | Ref. |
| --------------- | ----------- | ---- |
| Alvaro Sant'ana | In Memoriam |      |

### Diretores
| Ano       | Diretor de Carnaval | Diretor de harmonia           | Mestre de bateria      | Ref.  |
| --------- | ------------------- | ----------------------------- | ---------------------- | ----- |
| 2011      | Almir Jhunior       |                               | Dudu                   |       |
| 2012      | Almir Jhunior       |                               | Jorginho               |       |
| 2013      | Almir Jhunior       |                               | Jorginho               |       |
| 2014      | Luís Cláudio Tinoco | Mestre Didi                   | Dudu                   |       |
| 2015      | Marcio Fumaça       | Mangueira                     | Diego Rabicó           | [ 5 ] |
| 2016      | Marcio Fumaça       | Mangueira                     | Max e Tiziu            |       |
| 2017-2018 | Rodrigo Couto       | Gelci Mangueira               | Max e Tizil            |       |
| 2019      | Rodrigo Couto       | Laerte Tinoco                 | Mestre Marquinho Tizil |       |
| 2020      | Luis Claudio Tinoco | Olenir Silva e Márcia Pereira | Mestre Marquinho Tiziu |       |
| 2022      | Luis Claudio Tinoco |                               |                        |       |

### Casal de Mestre-sala e Porta-bandeira
| Ano       | Nome                                |
| --------- | ----------------------------------- |
| 2013-2014 | Marlon Flores e Manuela Cardoso     |
| 2015      | Marlon Flores e Barbara Verçosa     |
| 2016-2017 | Marlon Flores e Manuela Cardoso     |
| 2018-2019 | Marlon Flores e Danielle Nascimento |
| 2020      | Renan Oliveira e Laís Lucia         |
| 2022      | Yuri Gomes e Juliana Lazaro         |

### Corte da Bateria
| Ano       | Rainha de Bateria    | Ref.  |
| --------- | -------------------- | ----- |
| 2009-2014 | Alessandra Prudêncio | [ 6 ] |
| 2015-2018 | Renata Cruz          |       |
| 2019      | Carol Portugal       |       |
| 2020      | Drika Sampaio        |       |
| 2022      | Angélica Araújo      | [ 7 ] |

## Carnavais
| Ano                                                                          | Colocação                                                                    | Grupo                                                                        | Enredo                                                                                                | Carnavalesco                                                                 | Intérprete                                                                   | Ref         |
| ---------------------------------------------------------------------------- | ---------------------------------------------------------------------------- | ---------------------------------------------------------------------------- | --- | ---------------------------------------------------------------------------- | ---------------------------------------------------------------------------- | ----------- |
| 2006                                                                         | 2º lugar                                                                     | Blocos de Enredo                                                             | Terceira Idade - Eu quero uma feliz                                                                   |                                                                              |                                                                              |             |
| 2007                                                                         | 2º Lugar                                                                     | Blocos                                                                       | A boa filha a casa torna (Vital Brazil)                                                               |                                                                              |                                                                              |             |
| 2008                                                                         | 3º lugar                                                                     | ÚNICO                                                                        | Cultura de um País de Fé                                                                              | Paulo Cesar Lima                                                             | Juninho do Cavaco                                                            |             |
| 2009                                                                         | Vice-campeã                                                                  | ÚNICO                                                                        | De Luxo a Necessidade - História do Sabão                                                             | Paulo Cesar Lima                                                             | Juninho do Cavaco                                                            |             |
| 2010                                                                         | 5º lugar                                                                     | ÚNICO                                                                        | Sou Rei, Sou Rainha na Corte da Folia Compositores: Walker e Antonio Júlio.                           | Paulo Cesar Lima                                                             | Juninho do Cavaco                                                            | [ 4 ]       |
| 2011                                                                         | Vice-campeã                                                                  | Especial (primeira divisão)                                                  | Viagem à Era da Comunicação                                                                           | Paulo Cesar Lima                                                             | Pixulé                                                                       |             |
| 2012                                                                         | Campeã                                                                       | Especial (primeira divisão)                                                  | Ousadia na Folia                                                                                      | Paulo Cesar Lima                                                             | Anderson Kybba                                                               |             |
| 2013                                                                         | Vice-campeã                                                                  | Especial (primeira divisão)                                                  | Lendas, Mistérios e Magias: O Nordeste Na Folia                                                       | 'Paulo Cesar Lima                                                            | Anderson Kybba                                                               |             |
| 2014                                                                         | Vice-campeã                                                                  | Especial (primeira divisão)                                                  | A Folia se encanta viajando pelo mundo                                                                | Paulo Cesar Lima                                                             | Anderson Kybba e Zizinho                                                     |             |
| 2015                                                                         | Campeã                                                                       | Especial (primeira divisão)                                                  | Batuques e Mistério: A Folia e Niterói exaltam a Mãe África                                           | Bombom Costa e Adnã Bastos                                                   | Gol                                                                          | [ 8 ] [ 9 ] |
| 2016                                                                         | Campeã                                                                       | Especial (primeira divisão)                                                  | De Norte a Sul a Folia desvenda os Sabores do Brasil                                                  | Bombom Costa e Adnã Bastos                                                   | Gol                                                                          |             |
| 2017                                                                         | Campeã                                                                       | Especial (primeira divisão)                                                  | É Sorte ou Azar? No Cassino Folia Pode Apostar                                                        | Junior Bombom e Claudio Almeida                                              | Gol                                                                          |             |
| 2018                                                                         | 4º Lugar                                                                     | Grupo A (primeira divisão)                                                   | Os Setes Pecados Capitais                                                                             | Junior Bombom e Claudio Almeida                                              | Gol                                                                          |             |
| 2019                                                                         | 5º lugar                                                                     | Grupo A (primeira divisão)                                                   | Padre José de Anchieta - Um ser divinal abençoando o carnaval                                         | Paulo Cesar Lima                                                             | Gol                                                                          |             |
| 2020                                                                         | Vice-campeã                                                                  | Grupo A (primeira divisão)                                                   | João Caetano. Da Companhia Nacional ao Theatro Municipal                                              | Bruno Faria                                                                  | Gol                                                                          |             |
| Os desfiles do Carnaval 2021 foram cancelados devido a pandemia de Covid-19. | Os desfiles do Carnaval 2021 foram cancelados devido a pandemia de Covid-19. | Os desfiles do Carnaval 2021 foram cancelados devido a pandemia de Covid-19. | Os desfiles do Carnaval 2021 foram cancelados devido a pandemia de Covid-19.                          | Os desfiles do Carnaval 2021 foram cancelados devido a pandemia de Covid-19. | Os desfiles do Carnaval 2021 foram cancelados devido a pandemia de Covid-19. | [ 10 ]      |
| 2022                                                                         | Campeã                                                                       | Grupo A (primeira divisão)                                                   | Yuri-Yuba: Jurujuba                                                                                   | Bruno Faria                                                                  | Gol                                                                          | [ 11 ]      |
| 2023                                                                         | 4º lugar                                                                     | Grupo A (primeira divisão)                                                   | Tereza de Benguela - Uma Rainha Negra no Pantanal (Reedição do enredo de 1994 da Unidos do Viradouro) | Bruno Faria                                                                  | Gol                                                                          |             |
| 2024                                                                         | 5º lugar                                                                     | Grupo A (primeira divisão)                                                   | Fé para o que der e vier!                                                                             | Bruno Faria                                                                  | Gol                                                                          |             |
| 2025                                                                         | Campeã                                                                       | Grupo A                                                                      | Intelêkô: A Encantaria na Folia                                                                       | Bruno Faria                                                                  | Alexandre Simpatia                                                           |             |
| 2026                                                                         |                                                                              | Grupo A (primeira divisão)                                                   | Ao país e ao respeitável público:Dom Obá voltou!                                                      |                                                                              |                                                                              |             |